# Rivière Papactew
La rivière Papactew est cours d’eau douce se déversant dans la partie est du réservoir Gouin, coulant dans le territoire de la ville de La Tuque, dans la région administrative de la Mauricie, dans la province au Québec, au Canada.
Cette petite rivière est située entièrement dans le canton de Magnan.
La foresterie constitue la principale activité économique de cette vallée ; les activités récréotouristiques, en second. Diverses routes forestières secondaires accommodent les activités récréotouristiques et la foresterie de la rive est du réservoir Gouin des environs de la rivière Papactew. Ces routes forestières se connectent à l'est à la route 451 qui dessert la rive est du réservoir Gouin et relie au sud-est le barrage Gouin.
La surface de la rivière Papactew est habituellement gelée de la mi-novembre à la fin avril, toutefois la circulation sécuritaire sur la glace se fait  généralement du début décembre à la fin de mars. La gestion des eaux au barrage Gouin peut
entrainer des variations significatives du niveau de l’eau à son embouchure particulièrement en fin de l’hiver où l’eau est abaissée en prévision de la fonte printanière.

## Géographie
Les principaux bassins versants voisins de la rivière Papactew sont :
- côté nord : lac Magnan, baie Verreau, ruisseau Barras, ruisseau à l'Eau Claire ;
- côté est : lac Toupin, ruisseau Oskatcickic, ruisseau Barras ;
- côté sud : rivière Nimepir, lac Brochu, Petit lac Brochu, lac Déziel, lac du Déserteur ;
- côté ouest : lac Magnan, lac McSweeney, lac Omina, lac Kawawiekamak, lac Marmette.

La rivière Papactew prend naissance à l’embouchure d’un lac non identifié (longueur : 0,2 km ; altitude : 409 m) situé juste à l'est du lac Toupin. À partir de l’embouchure du lac de tête, le cours de la rivière Papactew descend vers l'est entièrement en zone forestière et de marais, sur 1,5 km, jusqu’à son embouchure.
La confluence actuelle de la rivière Papactew avec le lac Magnan est située à :
- 16,0 km au nord de la confluence entre le lac Magnan et le lac Brochu ;
- 32,6 km au nord-est du centre du village de Obedjiwan ;
- 50,6 km au nord-ouest du barrage Gouin ;
- 191 km au nord-ouest du centre-ville de La Tuque.

La rivière Papactew se déverse dans le canton de Magnan sur la rive sud d’une baie de la rive est du lac Magnan. À partir de cette confluence, le courant coule sur 65,4 km selon les segments :
- 20 km vers le sud-ouest, puis le sud en traversant le lac Magnan jusqu’à la confluence entre le lac Magnan et le lac Brochu ;
- 45,4 km vers le sud-est, jusqu’au barrage Gouin, en traversant le lac Brochu et la baie Kikendatch.

À partir du pied du barrage Gouin, le courant emprunte la rivière Saint-Maurice jusqu’à Trois-Rivières, où il se déverse dans le fleuve Saint-Laurent.

## Toponymie
Le terme Papactew est d’origine autochtone.
Le toponyme rivière Papactew a été officialisé le 31 mai 1984 à la Commission de toponymie du Québec.